# 発作性夜間血色素尿症
発作性夜間血色素尿症（ほっさせいやかんけっしきそにょうしょう、英: Paroxysmal nocturnal hemoglobinuria、略称: PNH）とは、溶血性貧血の一つ。発作性夜間ヘモグロビン尿症（ほっさせいやかんヘモグロビンにょうしょう）とも呼ばれる。

## 疫学
厚生労働省指定の難病特定疾患であり、日本での患者数は、約1000人程度と言われている。

## 病因
グリコシルホスファチジルイノシトール（Glycosyl phosphatidylinositol：GPI）アンカーの生合成に必須な遺伝子である「PIG-A遺伝子」の変異が造血幹細胞に生じて、赤血球膜上のGPIアンカー型補体制御因子である「CD55（decay-accelerating factor：DAF）」や「CD59（membrane inhibitor of reactive lysis：MIRL）」が欠損することで、補体（C3/C5：CD55にて制御　C9：CD59にて制御）活性が強くでることで血管内溶血が生じてくる。

## 臨床像
旧来より病名の由来でもある特徴的兆候として「夜間早朝の赤褐色尿（ヘモグロビン尿）」があるが、実際には約50%程度と言われている。基本的に感染・睡眠・妊娠・手術等によって、補体活性が強くなることで「溶血」が生じ以下の一連の症状が起きる。
- 貧血

溶血性の貧血を生じることで、一般的な貧血の症状を呈する。
- 高血圧・肺高血圧　/　消化器症状　/　勃起不全（ED）

溶血に伴う遊離ヘモグロビンに、血液中の一酸化窒素（NO）が吸着し血液内のNOが枯渇によることで、血管や腸管平滑筋の収縮が生じ、高血圧や肺高血圧等の血圧異常や、腹痛・嚥下障害等の消化器症状、さらには男性であれば勃起不全（ED）を生じる。
- 血栓症

病態は明確では無いが深部静脈血栓症や脳梗塞・心筋梗塞といった血栓症を多く生じる。本疾患での重要な生命予後規定因子でもある。
- 慢性腎不全

溶血に伴う遊離ヘモグロビンのため、ヘモジデリンが腎臓へ沈着することで、慢性腎不全を呈してくる。

## 検査
- HAM試験

1937年に米国のThomas Hale Hamが報告した検査で（N Engl J Med 1937; 217:915-917）、弱酸性に調整した血清（pH6.5～7.0）に患者血球を入れると溶血するというもの。
- 砂糖水試験

1966年に米国のRobert C. Hartmannが報告した検査で（N Engl J Med 1966; 275:155-157）、砂糖水（高イオン液）に患者血球を入れると溶血するというもの。
- フローサイトメトリー

フローサイトメトリー（FCM）で赤血球や顆粒球の「CD55」「CD59」陰性細胞数の割合を検査する。日本では、赤血球検査のみ保険適応のため、赤血球のCD55/CD59検査が一般的であるが、溶血や輸血の影響を受けるため、顆粒球（白血球）の測定がより的確であり海外では一般的である。
高感度なFLAER (fluorescent-labeled inactive toxin aerolysin) 法を用いて、直接「GPI-AP欠損血球」の検出と定量が診断基準とされている。
- その他

NAP score低値、赤血球膜AchE活性低下、クームス試験陰性

## 治療
軽症例では経過観察を行っていく。基本的に生命予後に大きく影響する血栓症に対する抗凝固療法と溶血に対する対症療法が中心とされ、以下の分子標的治療薬投与が行われている。本疾患では脾臓摘出術は行われない。
- 対症療法
  - 溶血治療：ステロイド（溶血発作予防）、ハプトグロビン（溶血による腎機能低下予防）、赤血球輸血等
  - 抗凝固療法：ワーファリン等

- 分子標的治療
  - エクリズマブ（Eculizumab　ソリリス　Soliris）

補体「C5」を阻害するヒト化モノクローナル抗体で、溶血防止としての効果は非常に大きいと言われている。「C3」は阻害しない。偶発症としては髄膜炎菌等の感染症の増悪の危険性がある。
- 造血幹細胞移植

唯一の根治的治療であるが、上記の分子標的治療での治療成績が比較的良好であり、近年では若年者において等で十分に検討された上で行われる。

## 微少PNH血球
GPIアンカータンパク質の欠失している血球を「PNH血球」という。再生不良性貧血や骨髄異形成症候群の不応性貧血の患者でしばしばPNH型血球を認めることがある。PNH血球陽性再生不良性貧血や不応性貧血の患者は免疫抑制療法に反応しやすく、奏効率がよいことが知られている。ただし、これら患者におけるPNH血球の陽性率は通常1%未満であり、上記の通常のFCM法では偽陰性とされる恐れがある。そこで、0.01%程度まで検出できる高感度FCM法の使用が推奨されている。

## リンク
- 日本PNH研究会（血液学専門医師の研究会）
- NPO法人PNH倶楽部（患者会）
- PNHSource.jp（PNH-発作性夜間ヘモグロビン尿症に関する情報サイト）
- 発作性夜間ヘモグロビン尿症（指定難病62） - 難病情報センター